# Arma 2: British Armed Forces
Arma 2: British Armed Forces je první stahovatelný přídavek ke hře Arma 2 a jejímu rozšíření Arma 2: Operation Arrowhead. Vyšel 28. srpna 2010 a pracovalo na něm kromě Bohemia Interactive i ALTAR Games. Přidává do hry kampaň Crimson Lance, terén Šapur, nové samostatné mise a hlavně jednotky britské armády. Později přídavek vyšel v kompilaci Arma 2: Posily, která obsahuje i přídavek Arma 2: Private Military Company. Ten na Arma 2: BAF navazuje.

## Příběh
BAF se odehrává 2 měsíce po událostech z Operation Arrowhead. Zbytky tákistánské armády se ukryly v horách odkud vedou partyzánskou válku. Hráč se ujímá britského výsadkáře Briana Frosta, který se účastní spojenecké operace Crimson Lance.